# Gerhard Finke
Gerhard Finke (né le 31 mars 1917 à Beeskow et mort le 31 décembre 2020 à Berlin) est un peintre et sculpteur allemand.

## Biographie
Finke grandit à Berlin. De 1945 à 1948, il étudie à l'académie des beaux-arts de Düsseldorf, notamment auprès du peintre et sculpteur Ewald Mataré. L'un de ses camarades de classe est Joseph Beuys. Aux Kölner Werkschulen, il apprend les techniques de la céramique. À partir de 1952, il enseigne dans un gymnasium de Düsseldorf, dans les années 1960 à l'école allemande de Lisbonne et jusqu'en 1979 à Voerde. Plus tard, il vit à Flüren, puis à Berlin. En 2003, Finke fait don de son travail artistique au Städelisches Museum Wesel : dessins, gravures sur bois et linogravures, tableaux à l'huile et à l'acrylique ainsi que collages et sculptures.

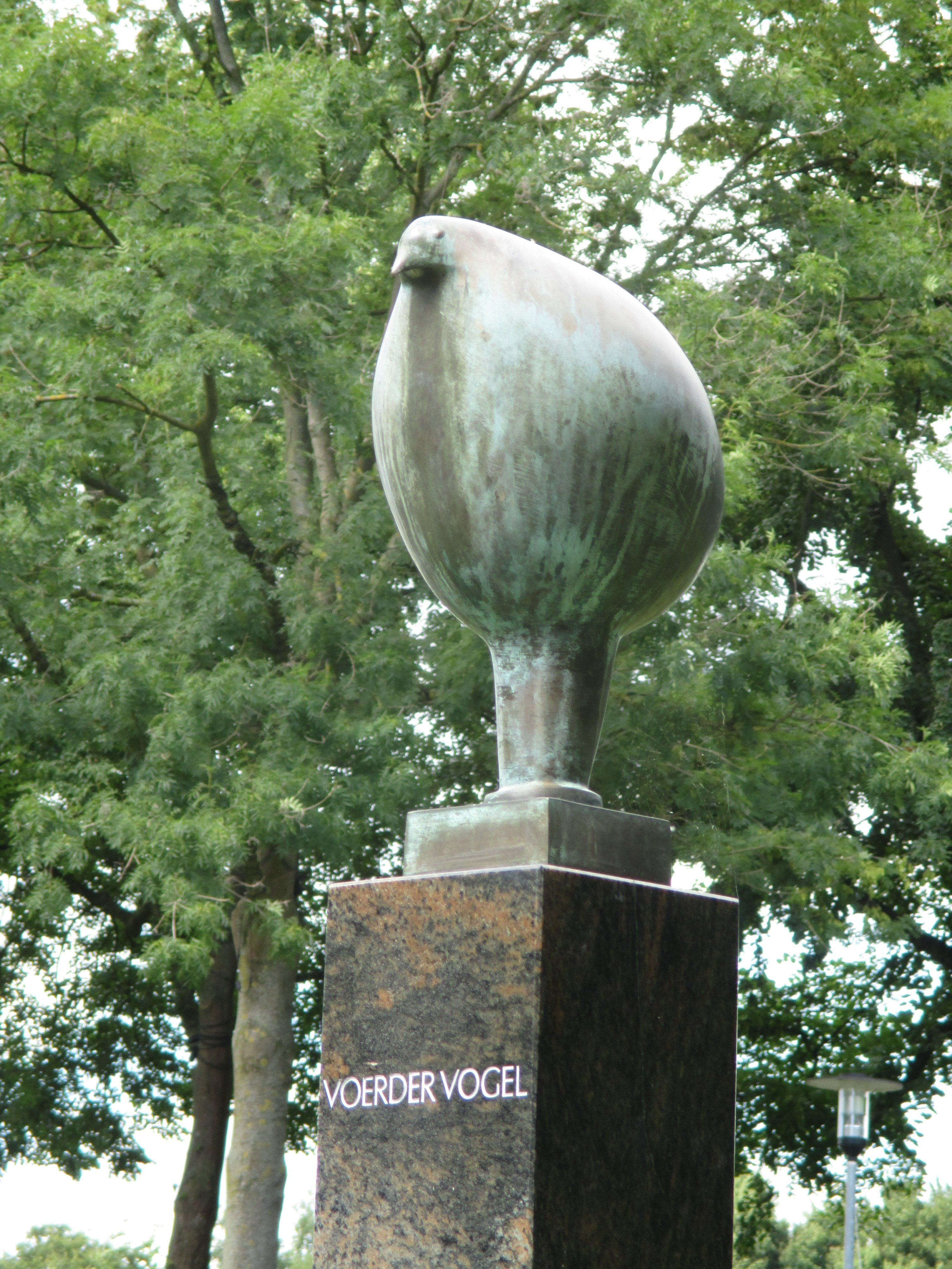
Oiseau de la maison de Voerde.

Il a peint plus de 8 000 tableaux et fait des sculptures en argile. Sa figure d'argile la plus célèbre est l'oiseau de Voerde, qui est également en différentes versions en bronze dans le centre de Voerde.
Finke réalise des imprimés en noir et blanc dans le style d'Otto Pankok dans les années 1960. Ce n'est que vers 2000 que Finke commence à produire des images en couleur.